# 山田英久
山田 英久（やまだ ひでひさ、1961年12月6日 - ）は、日本の映画プロデューサー。
共和党沖縄プロジェクトリーダー。

## 来歴
石川県金沢市生まれ。早稲田大学商学部卒業後、セゾングループである、西友映画事業部に入社。その後、東京ハイビジョン、WOWOW、NHK関連会社である、MICOのアジア・東欧州担当セールスマネジャーを担当。
1995年、演劇専門チャンネルシアター・テレビジョンを立ち上げ、代表取締役社長に就任。2004年、映画配給・興行会社のOCCインターナショナルにてプロデューサーを担当し、同年5月21日に「秋葉原オリエンタルコミックシアター」 (OCC) をオープンさせる。
2019年4月14日告示の東京都中央区長選へいったん立候補したが、同日夕に「他候補と政策協定を結び、自分の政策実現のめどがたった」として立候補を取り下げた。
NPO法人映画甲子園の常務理事も務めている。また、テレビ朝日映像の「ViViAクリエーターエージェンシー」のクリエイターとしても登録されていた。
2024年4月3日（シーサーの日）に政治団体であるシーサー党に入党、党員となる。（代表 照屋力）

## 主な経歴
国際メディアコーポレーション(現NHKエンタープライズ) アジア・東欧セールスマネージャー
CS放送局シアターテレビジョン創業、代表取締役社長
国民生活審議会特別委員
NPO法人映画甲子園専務理事
稲門映像人・文化人ネットワーク幹事
早稲田大学理工学部ブロードバンド研究所所員

## 担当作品

### 映画
- チョコレート・アンダーグラウンド（2009年）インド国際子ども映画祭グランプリ受賞
- 群青愛が沈んだ海の色（2009年）長澤まさみ主演
- 琉神マブヤーTHE MOVIE 七つのマブイ（2011年）山田真太郎主演

### アニメ
- ロケットガール（WOWOW） - 2007年
- 島んちゅMiRiKa（琉球朝日放送、BS11） - 2011年